# Edmond De Lathouwer
Edmond De Lathouwer (Boom, 26 mei 1916 - Merksem, 26 augustus 1994) was een Belgische wielrenner. De Lathouwer was beroepsrenner van 1938 tot 1940. Door de Tweede Wereldoorlog stopte hij al in 1941 met wielrennen.

## Overwinning
1939

## Resultaten in voornaamste wedstrijden
| Jaar | Ronde van Vlaanderen | Luik-Bast.‑Luik | Waalse Pijl | Gent-Wevelgem |
| ---- | -------------------- | --------------- | ----------- | ------------- |
| 1938 |                      |                 |             | Zilver        |
| 1939 | 19e                  | 13e             | Goud        |               |

- Waalse Pijl